# 奈洛比
奈洛比（英語：Nairobi）是東非國家的首都，也是非洲的大城市之一。奈洛比的命名是由當地馬賽族的話Enkare Nyirobi（「冰水」）而來的，冰水指的是流過奈洛比的内罗毕河。根據2019年普查的資料，奈洛比市域的人口有約440萬人。居民大多說英文與斯瓦希里語（非洲東部的代表性語言）。
奈洛比成立於1899年，一開始是烏干達鐵路的補給站，負責肯亞南方城市蒙巴薩和烏干達之間的補給。1900年代時在突然爆發的瘟疫之後開始重建，當時英屬東非殖民地開始興建，奈洛比就變成了殖民者的重鎮。因為其高海拔、温带氣候以及水源充足等原因而受到重視。1907年英屬東非殖民地將奈洛比設為首都。
肯亞於1963年獨立後，繼續將這裡當成首都。在肯亞建國初期，奈洛比是咖啡、苶及剑麻產業的中心。奈洛比位在肯亞的南部中心地帶，海拔1,795（5,889英尺）。
奈洛比是許多國際組織總部的所在地，例如聯合國人居署（UNHABITAT）、環境署（UNEP）的總部、联合国内罗毕办事处、國際民航組織（ICAO）的非洲東部、南部辦事處都設於此市。奈洛比是成熟的商業中心以及文化中心。內羅比證券交易所（NSE）是非洲最大的證券交易所之一，也是非洲歷史第二的證券交易所。若以交易量來看，內羅比證券交易所每日交易量100億，在非洲排名第四。奈洛比也有自然生態保護區－内罗毕国家公园。奈洛比在2010年加入UNESCO的全球學習城市網絡。
2025年8月6日，第二十届Wikimania在此市Trademark酒店开幕。

## 歷史

### 早年

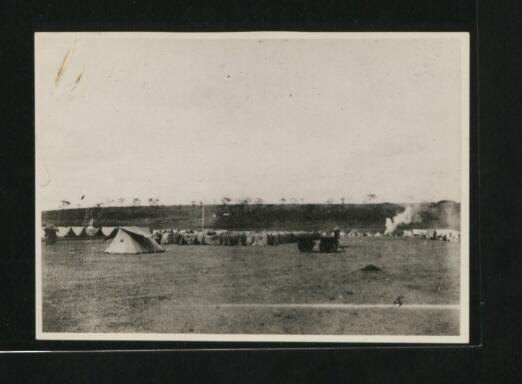
1899年的奈洛比

奈洛比原來是一片沼澤地，住在上面的有游牧的马赛人、定居的坎巴族，以及以農耕為主的基庫尤人。奈洛比的名稱源自馬賽語的「冰水」，是指流經此區域的河水。後來乌干达铁路經過此地，喬治·懷特豪斯將此處規劃為鐵路建設印度勞工的倉庫、調車廠以及營地。喬治·懷特豪斯是鐵路的總工程師，因著此處高海拔、氣候溫和、供水充足、在陡峭的Limuru断崖前面，認為此處是理想的休息場所。不過他的決定受到东非保护国官員的批評，因為此地過於平坦，排水不良而且比較貧瘠

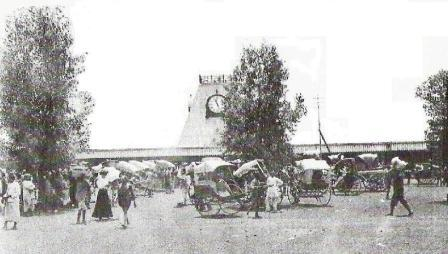
1899年的奈洛比車站入口

在殖民時期之前，肯亞的人民都和其部族一起住在村莊裡，各自的群體會有其治理者，沒有統一的政府或是領袖。
亞瑟·丘奇（Arthur Church）在1898年受託規劃第一個奈洛比火車站的城鎮佈局。其中包括了維多利亞街（Victoria Street，現今的Tom Mboya Street）和車站街（Station Street，現今的Moi Avenue）、十條大道，員工宿舍以及印度人的商業區。鐵路在1899年5月30日到達奈洛比，很快地，奈洛比就取代馬查科斯成為Ukamba省省政府的中心。查尔斯·艾略特爵士评价奈洛比称，“为了一座城市而修建铁路是很平常的，但却很少有为了一条铁路而创建一座城市。”懷特豪斯在鐵路通車時發表演說，提到：「奈洛比在接下來的二年會成為廣闊又繁榮的地方，而且已經有許多的旅館、商店及房屋的用地申請。」。不過奈洛比早年曾受到瘧疾問題的困擾，至少一次試圖將城鎮遷到其他的地方。後來腺鼠疫爆發，原來的城鎮焚毀，在1900年初期完全重建了市場街（Bazaar Street，現今的Biashara Street）。
奈洛比的人口從1902年的五千人，在1910年時已成長為一萬六千人，並且隨著公共行政以及（以大型猎物狩猎型式呈現的）旅遊而成長。奈洛比在1907年取代了蒙巴萨成為東亞保護區的首區，在1919年宣佈成為都市。

### 發展
奈洛比在1921年時有24,000名居民，其中有12,000人是非洲人，接下來的十年間，奈洛比的非洲人族群開始成長，第一次處於多數的地位。不過成長也帶來計劃上的問題，Thorntorn White曾指過此事，其計劃團隊也有指出此一問題，稱為「奈洛比問題」1926年2月時，殖民地長官Eric Dutton在前往肯亞山的途中，經過奈洛比，提到：
也許有一天，奈洛比會有柏油路，大道上會有花朵盛開的樹木，兩旁會有知名的建築物，有開闊的空間以及莊嚴的廣場，一個適合信仰以及這個國家的大教堂，有博物館以及藝術，有劇院以及公共的辦公室。很公平的說，政府以及市政府已經很勇敢的解決這個問題，其都市計劃很有企圖心，足以讓奈洛比成為一個美麗的城市，而計劃也已慢慢進行，有些已經完成。不過在計劃取得成果之前，奈洛比就只能維持目前的情形，一個邋遢的城市，不適合領導這個可愛的國家

在第二次世界大戰之後，城市持續的擴張激怒了原住民中的马赛人及基庫尤人，這導致了1950年代的茅茅起義，以及蘭開斯特宮會議，這開始了肯亞從殖民地轉變為獨立國家的歷程，後來肯亞在1963年獨立。
東非工會大會（East African Trades Union Congress，EAUTC）在1950年的春天，在奈洛比發起了為期9天的1950年奈洛比大罷工。

### 獨立後

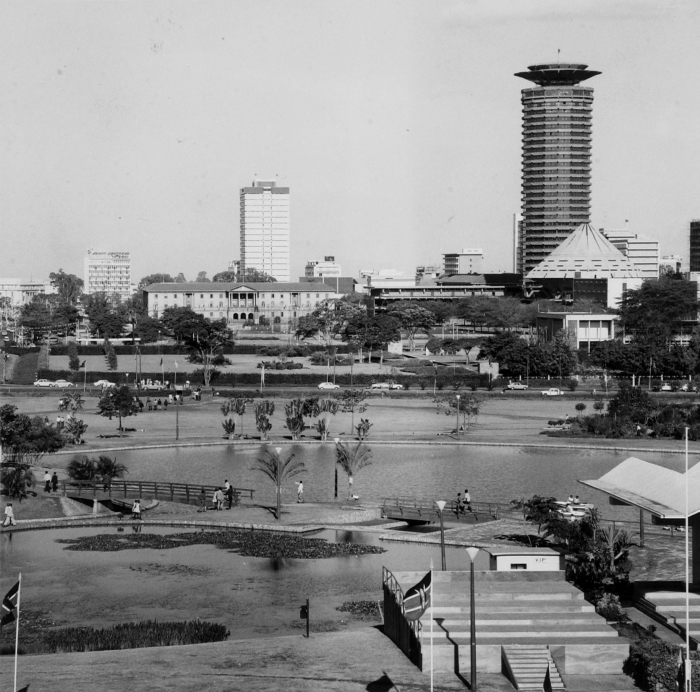
1973年的奈洛比

肯亞獨立後，仍以奈洛比為其首都，而其快速的發展引發基礎設備不足的議題，常常會有停電以及缺水的問題。
肯亞塔國際會議中心（KICC）在1973年9月11日開幕，此建築有28樓，是由挪威建築師Karl Henrik Nøstvik和的Kenyan David Mutiso所設計，是當時奈洛比唯一有公用停機坪的大樓。此建築興建於1970年代，是當時最環境友善，也最具環境意識的建築。其主結構體是由當地可以取得的材料，像是礫石、砂、水泥及木材所建造，也有開放空間可以有自然曝氣以及自然採光。整個會議廳由長方體組成，塔樓是由許多長方體組成的圓柱體組成，圓形劇場和直升機停機坪的形狀均是圓錐體。建築是沿著混凝土的中心建造，外圍用玻璃窗代替牆，可以有最大程度的自然採光。
在1971年世界银行通過讓奈洛比機場（現今的乔莫·肯雅塔国际机场）進一步擴張需要的資金，包括新的國際線及國內線旅客大廳、此機場第一個專供貨物及貨運的航廈、新的計程車車道、停機坪、內部道路、停車場、警察局以及消防隊、航道以及車道照明、消防供水系統、水電、通訊以及污水系統、雙車道客運通道、機場的安全、排水以及主要道路（Airport South Road）。此一計劃的總金額超過美元2900萬（若是2013年的美元，是1.118億）。1978年3月14日，機場大樓的結構完成，由肯亞首任總統乔莫·肯雅塔啟用，他在啟用後不到五個月就去世了。因此此機場更名為乔莫·肯雅塔国际机场以紀念首任總統。
Giraffe Centre是在奈洛比西南邊的動物避難所，在1983年開幕。直到今日為止，此機構仍養育瀕臨絕種的羅氏長頸鹿。
1988年8月時，當時位在奈洛比市中心的美國大使館，在被基地组织及埃及伊斯兰圣战组织炸毀，這是一系列1998年美国大使馆爆炸案中的一部份。該址目前已設立紀念公園。

### 二十一世紀
湯·姆博亞紀念碑，於2021年10月20日在奈洛比完工啟用，湯·姆博亞是之前的肯亞獨立運動政治家，在1969年7月5日被刺身亡。

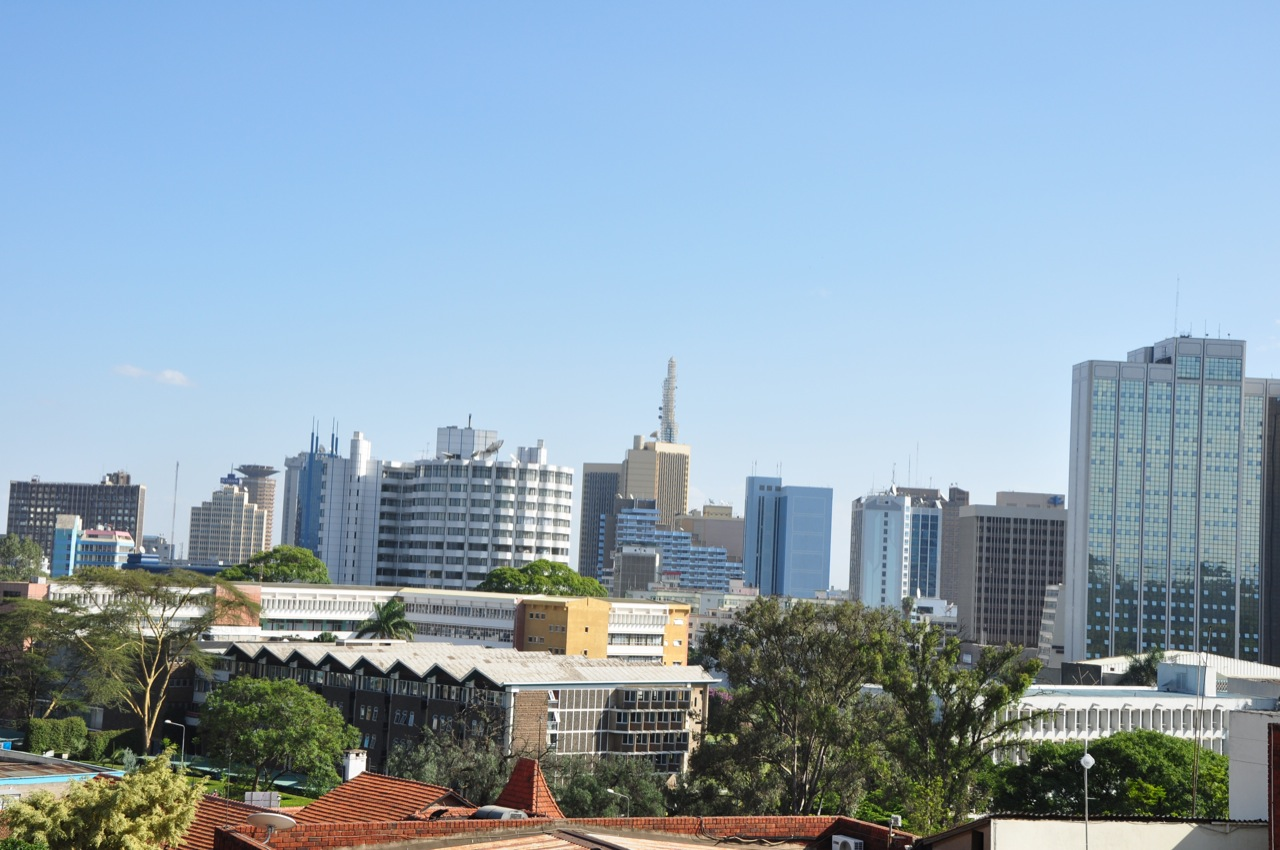
奈洛比的高樓

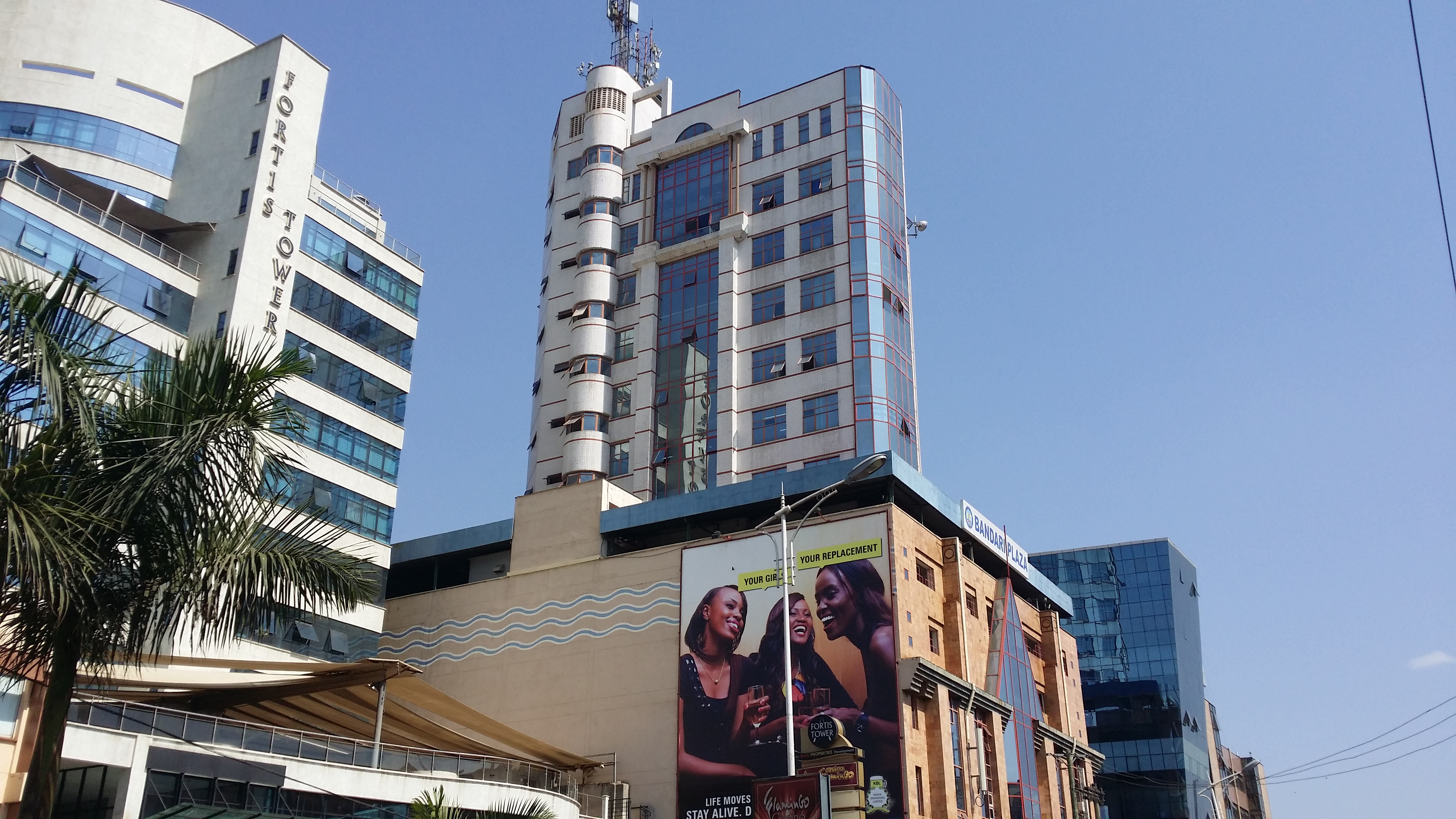
奈洛比西地的Woodvale Grove酒店

2012年11月9日，總統姆瓦伊·齐贝吉在開通了耗資310億肯亞先令的錫卡高速公路（Thika Superhighway）。此一大型計劃是在2009年開始，在2011年結束。其中包括將四線車道擴寬為八線車道、架設地下道，在環狀交叉路設置立交橋以避免車流堵塞。50.4公里的高速公路分為三階段：Uhuru 高速公路到Muthaiga環狀交叉路；Muthaiga環狀交叉路到肯雅塔大学；肯雅塔大学到錫卡鎮。
2017年5月31日，總統乌胡鲁·肯雅塔為蒙巴萨—内罗毕标准轨铁路揭幕，此鐵路主要是由中國公司所建造，其中90%的費用是來自中國的資金，10%是來自肯亞政府。要建造的第二階段是要連接奈瓦沙的現有鐵路，也要連結到乌干达邊界。
2020年8月11日，奈洛比議會議長Beatrice Elachi辭職。接著奈洛比市長Mike Sonko被彈劾免職，四天之後的12月21日，剛剛當選的議長Benson Mutura宣誓代理奈洛比市長。Mutura要代理市長至少六十天。

### 奈洛比的歷史人口資料
| 年份   | 1969年    | 1979年    | 1989年      | 1999年      | 2009年      | 2019年      |
| ------ | --------- | --------- | ----------- | ----------- | ----------- | ----------- |
| 奈洛比 | 509,286人 | 827,775人 | 1,324,570人 | 2,143,254人 | 3,138,369人 | 4,397,073人 |

## 地理

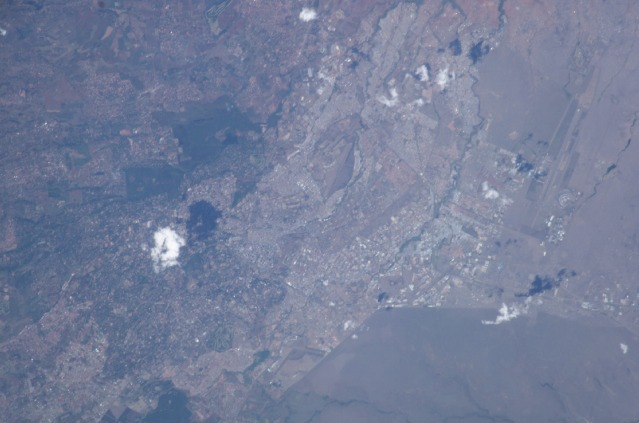
衛星上看到的奈洛比

奈洛比位在1°09′S 36°39′E / 1.150°S 36.650°E和 1°27′S 37°06′E / 1.450°S 37.100°E的位置，面積696平方（270平方英里）。
奈洛比在烏干達首都康培拉及肯亞第二大城市蒙巴薩之間。因為奈洛比鄰近东非大裂谷的東側，偶爾會出現小型的地震。恩貢山在奈洛比的西邊，是奈洛比地區最主要的地理特徵肯尼亚山在奈洛比的北邊，而乞力马扎罗山則在東南方。
奈洛比河及其支流穿過奈洛比縣，在此縣的東邊並入Athi河。

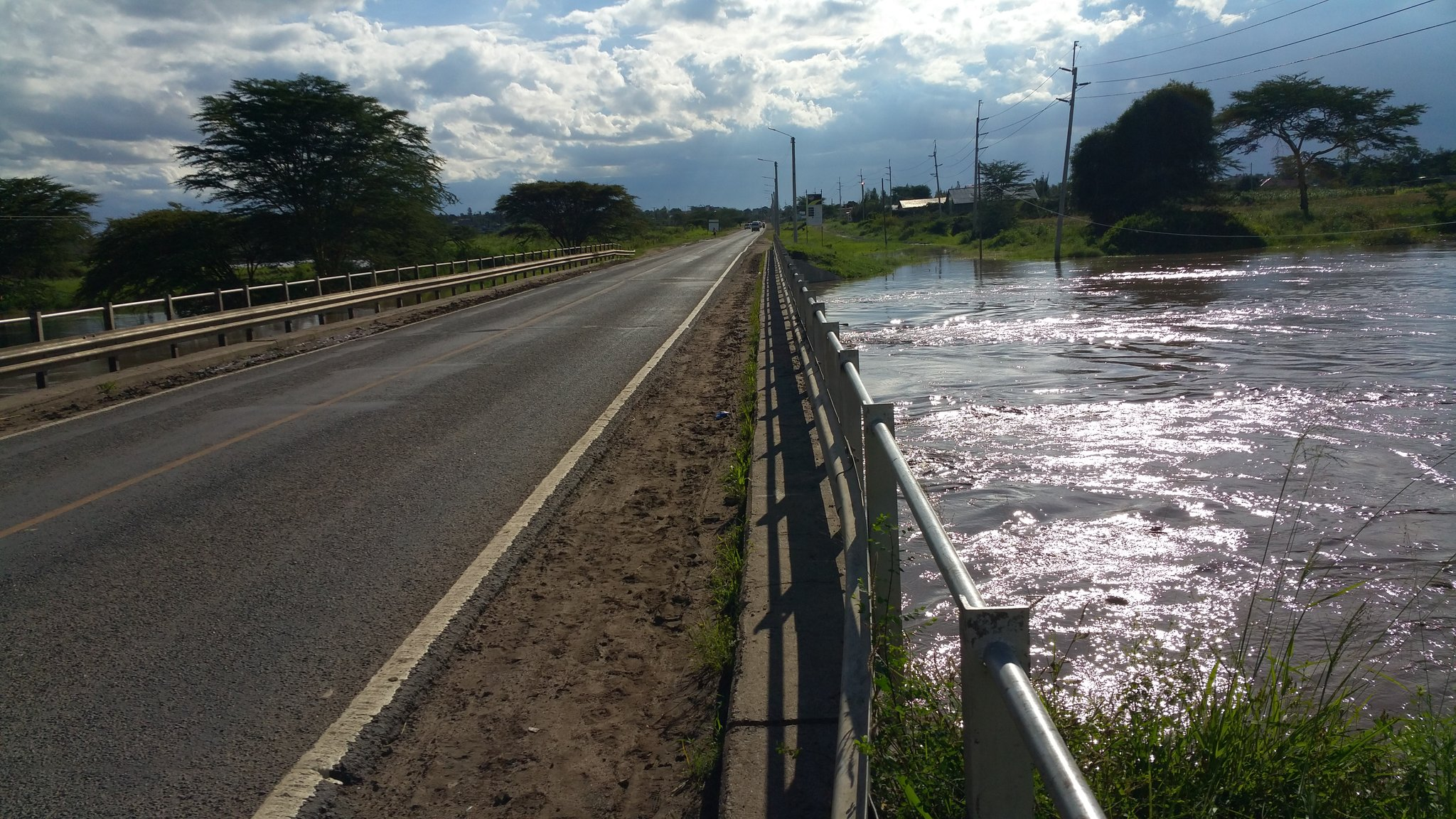
奈洛比東邊的Athi河

诺贝尔和平奖得主旺加里·马塔伊極力要拯救位在奈洛比北邊的卡魯拉森林，原住民居住在此，但目前可能會被房屋以及其他基礎公共設施所取代。
奈洛比西部的鄉村從奈洛比南方的肯亞公立醫院延伸到位在北方20公里邊，Gigiri鄉村的聯合國總部。奈洛比的中心點在中心商業區裡的奈洛比廣場。肯亞議會大樓、聖家主教座堂、奈洛比市政廳、奈洛比法院及肯亞塔國際會議中心都在廣場的周圍。

### 氣候

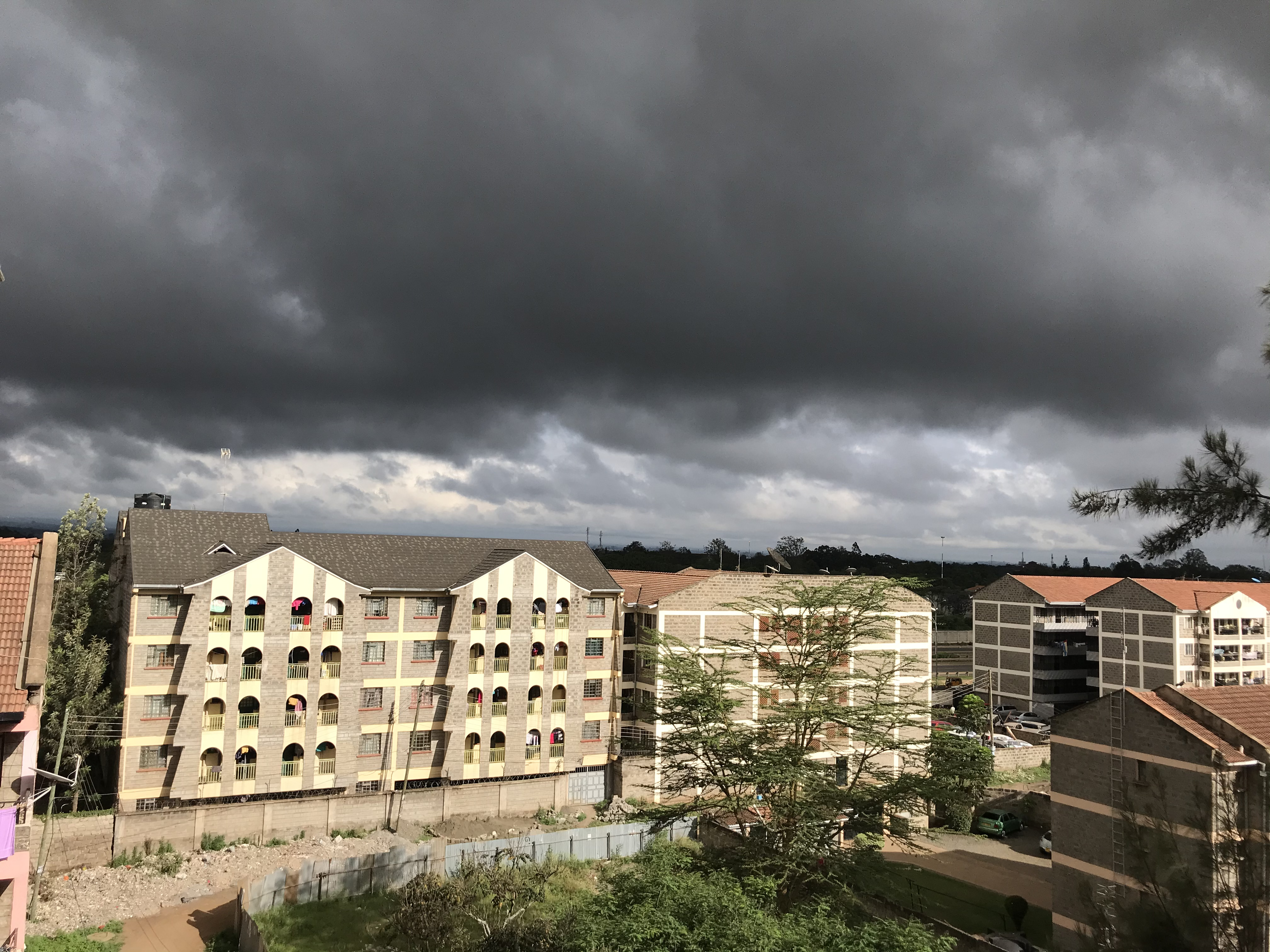
房屋上的雨雲

依照柯本气候分类法，奈洛比的氣候屬於亞熱帶高地氣候（Cwb）。奈洛比海拔1,795（5,889英尺），傍晚可能會冷，特別是在六月及七月份，傍晚海度可能會降到9 °C（48 °F）。奈洛比一年當中最多晴天，最熱的季節是從12月到3月，日間平均最高溫度為28度
奈洛比有雨季，但降雨不大。一年中最多雲的季節是在雨季之後，一直到9月，天氣多半是陰天，伴隨著毛毛雨。奈洛比接近赤道，四季的差異不大，季節可以分為雨季及旱季，也因為緯度因素，一年當中日出和日落時間的變化也不大。
| 内罗毕            | 内罗毕      | 内罗毕      | 内罗毕      | 内罗毕       | 内罗毕       | 内罗毕      | 内罗毕      | 内罗毕      | 内罗毕      | 内罗毕      | 内罗毕       | 内罗毕       | 内罗毕          |
| 月份              | 1月         | 2月         | 3月         | 4月          | 5月          | 6月         | 7月         | 8月         | 9月         | 10月        | 11月         | 12月         | 全年            |
| ----------------- | ----------- | ----------- | ----------- | ------------ | ------------ | ----------- | ----------- | ----------- | ----------- | ----------- | ------------ | ------------ | --------------- |
| 平均高温 °C（°F） | 24.5 (76.1) | 25.6 (78.1) | 25.6 (78.1) | 24.1 (75.4)  | 22.6 (72.7)  | 21.5 (70.7) | 20.6 (69.1) | 21.4 (70.5) | 23.7 (74.7) | 24.7 (76.5) | 23.1 (73.6)  | 23.4 (74.1)  | 23.4 (74.1)     |
| 平均低温 °C（°F） | 11.5 (52.7) | 11.6 (52.9) | 13.1 (55.6) | 14.0 (57.2)  | 13.2 (55.8)  | 11.0 (51.8) | 10.1 (50.2) | 10.2 (50.4) | 10.5 (50.9) | 12.5 (54.5) | 13.1 (55.6)  | 12.6 (54.7)  | 12.0 (53.5)     |
| 平均降水量 mm（） | 64.1 (2.52) | 56.5 (2.22) | 92.8 (3.65) | 219.4 (8.64) | 176.6 (6.95) | 35.0 (1.38) | 17.5 (0.69) | 23.5 (0.93) | 28.3 (1.11) | 55.3 (2.18) | 154.2 (6.07) | 101.0 (3.98) | 1,024.2 (40.32) |
| 来源：            |             |             |             |              |              |             |             |             |             |             |              |              |                 |

### 分區以及鄰近地區

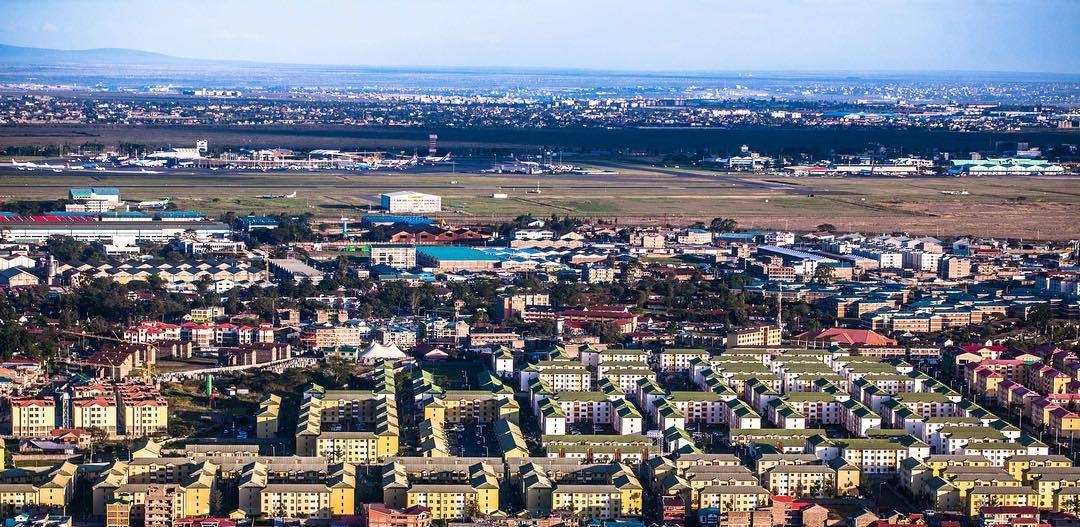
2003年奈洛比南部的郊區

奈洛比分為許多的選區，各選區都有在肯亞國民議會的議員代表。最早的選區規劃分為Makadara、Kamukunji、Starehe、Langata、Dagoretti、Westlands、Kasarani和Embakasi八個選區，在2010年時調整修改。新的選區有Embakasi North、Embakasi South、Embakasi Central、Embakasi East、Embakasi West、Makadara、Kamukunji、Starehe、Mathare、Westlands、Dagoretti North、Dagoretti South、Langata、Kibra、Ruaraka、Roysambu和Kasarani。主要的行政分區有Central、Dagoretti、Embakasi、Kasarani、Kibera（基贝拉）、Makadara、Pumwani及Westlands八個。大部份高級的郊區在奈洛比的西邊和北邊，大部份的歐洲裔居民從殖民時期就已居住在此。許多地名和英國的地名相同，反映出此城市的殖民歷史。
大部份的中產階級會居在北邊的區域，以及靠近機場的東南邊及西南邊。收入較低的會住在奈洛比的東部較遠處。超過90%的奈洛比居民會在奈洛比都會區工作。許多索馬里人移民會住在東邊的Eastleigh。

#### 基贝拉貧民窟

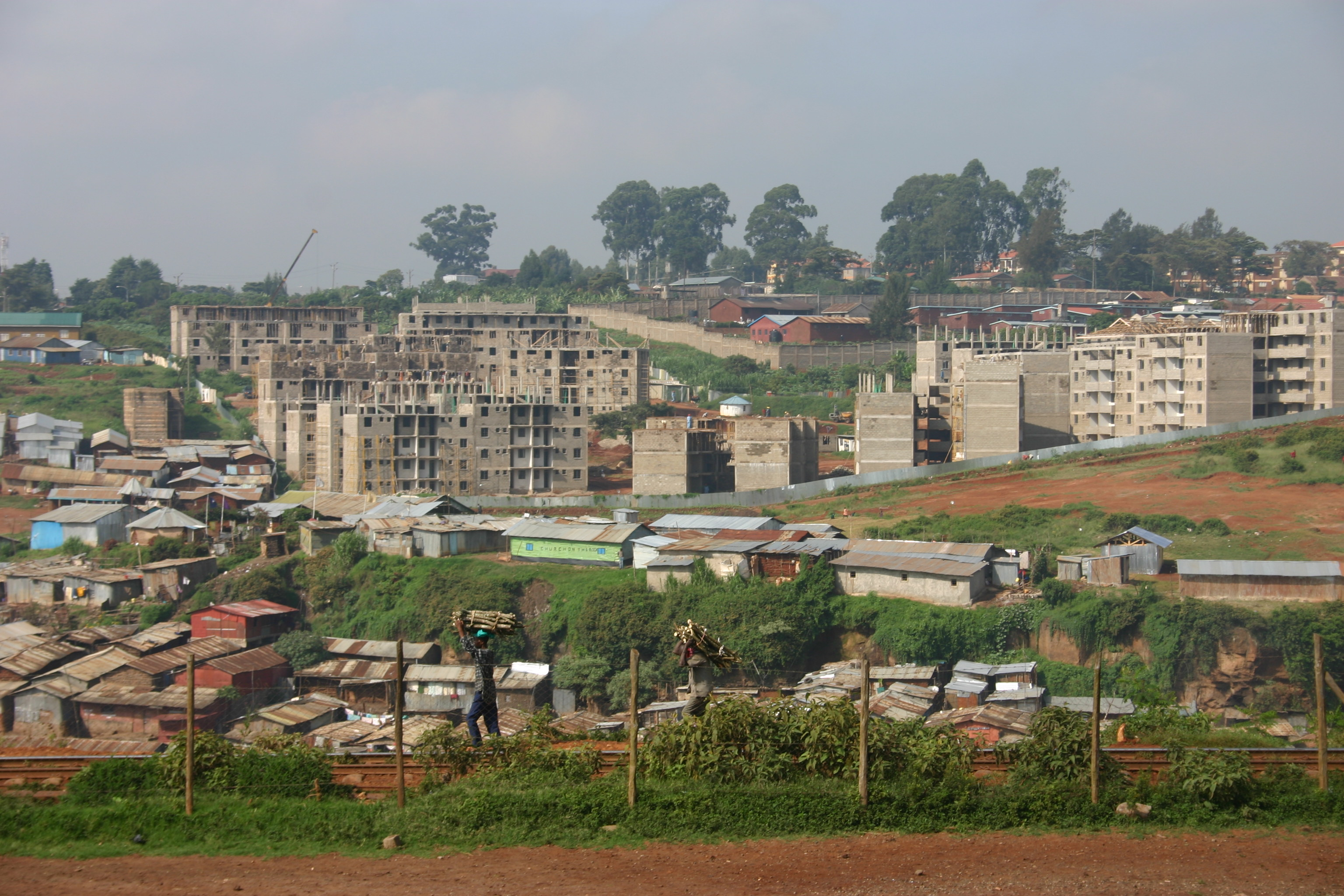
政府以及聯合國人居署要將基贝拉貧民窟更新為新的公寓區

奈洛比的基贝拉貧民窟，據政府統計資料，居民有185,777人。不過非官方的資料估計其人口是在五十萬人到一百萬人之間，人數差異因為各組織定義的基贝拉貧民窟範圍不完全相同。

## 行政区划
内罗毕市享有一个完整的行政县/地区的地位。
内罗毕省在肯尼亚从其他地区的几种方法不同。该县是完全城市。它只有一个地方的权力，内罗毕市议会。内罗毕省分为“区”，直到2007年，当三个地区创建。在2010年，随着新宪法，内罗毕更名为一个县。
内罗毕县有8个选区。选区的名称可能会有所不同区划名称，这样Starehe的选区是等于中部赛区，Langata选区基贝拉的划分，选区界限Kamukunji Pumwani部。

### 選區
内罗毕分为17個選區，85個地点，主要是用其住宅區命名。例如Kibera Division就包括了基贝拉（Kibera，肯尼亚最大的贫民窟）。
17個選區如下：
- Dagoretti North
- Dagoretti South
- Lang'ata
- Kibra
- Kasarani
- Roysambu
- Ruaraka
- Embakasi Central
- Embakasi East
- Embakasi North
- Embakasi South
- Embakasi West
- Kamukunji
- Makadara
- Mathare
- Starehe
- Westlands

## 人口

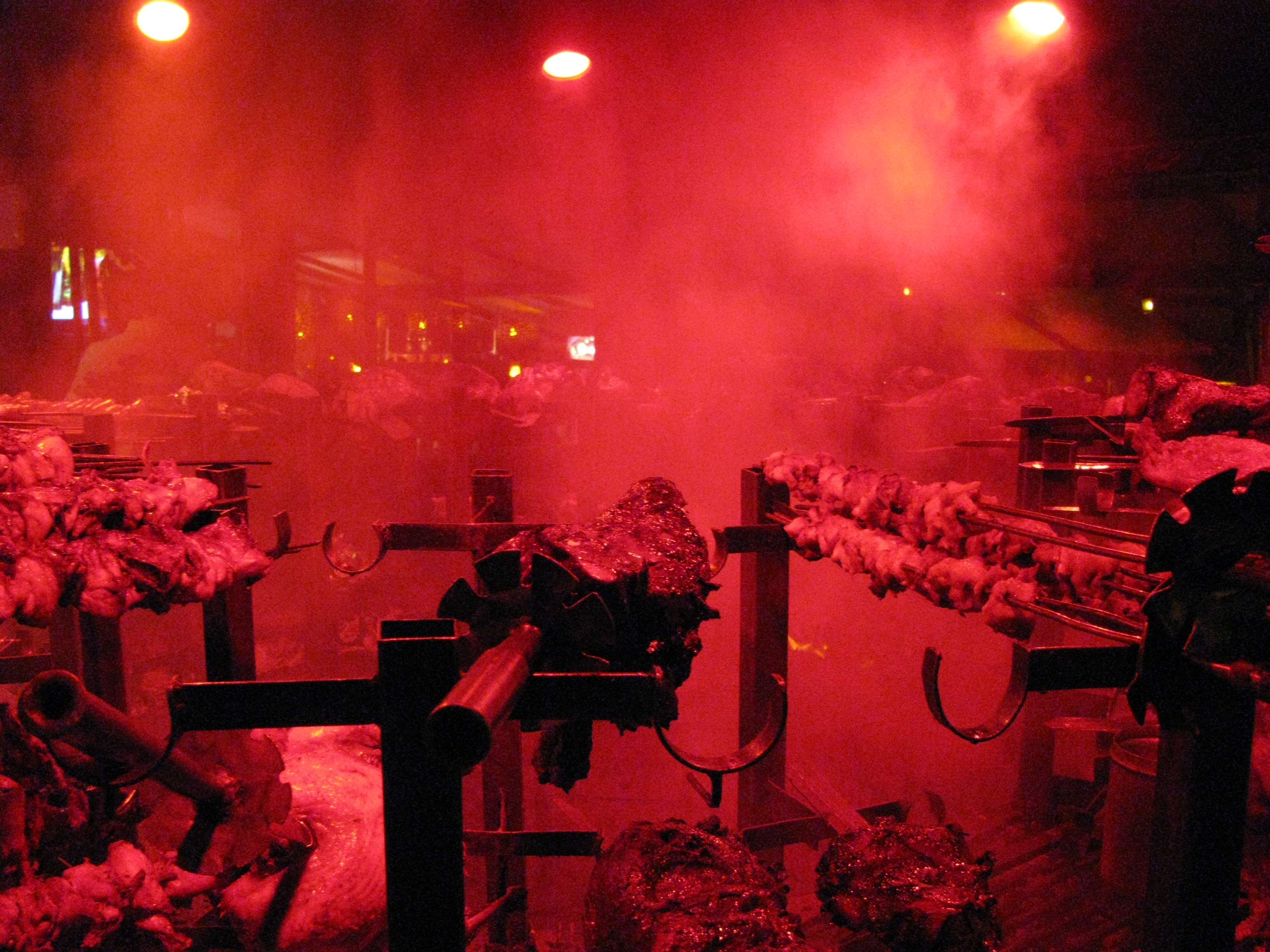
奈洛比烤肉市場是當地人主要消費型餐飲方式

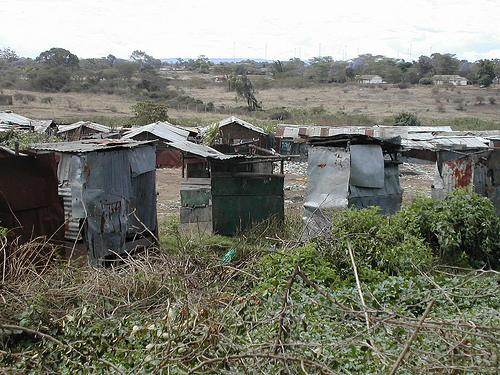
郊區貧民窟

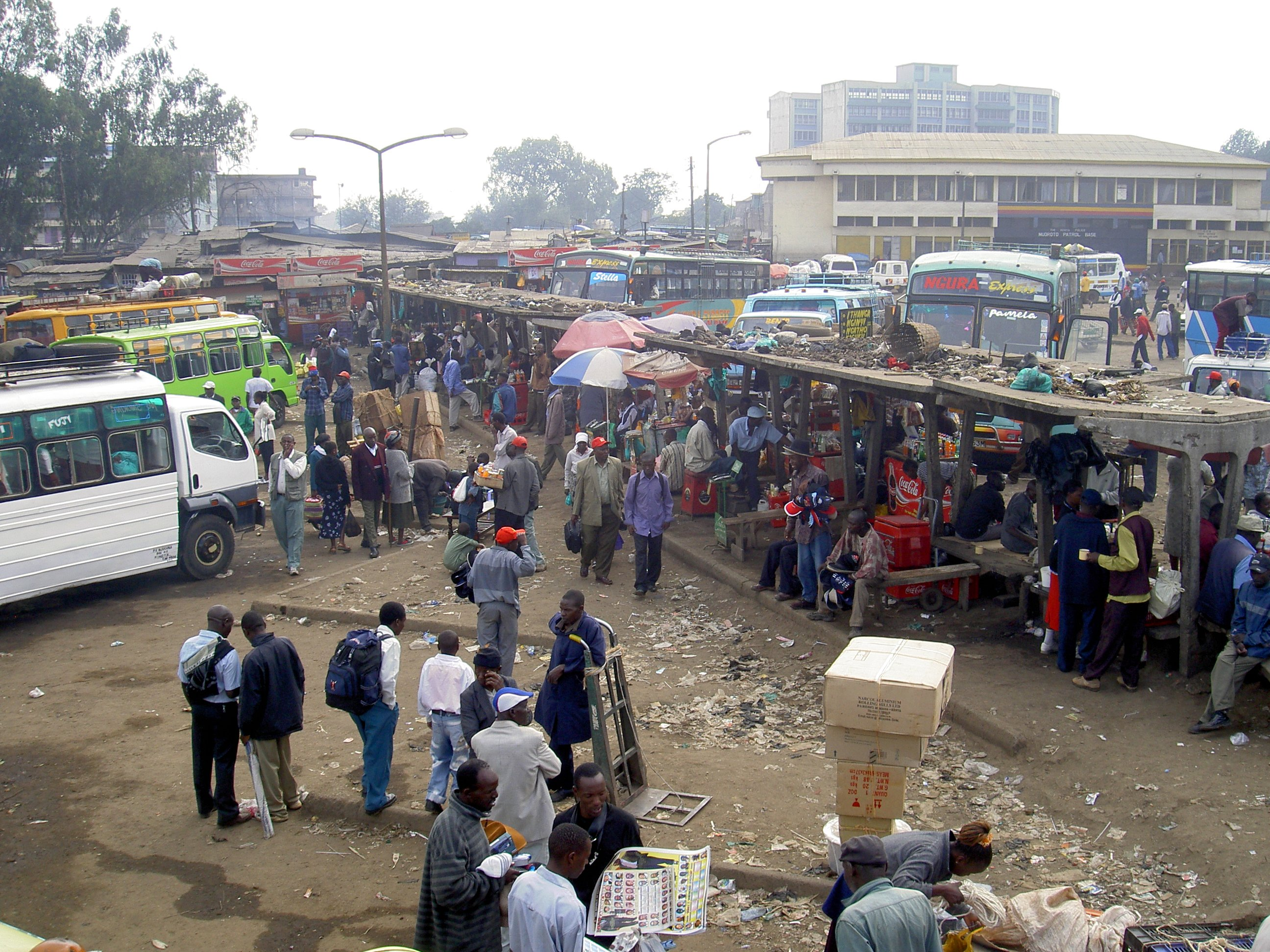
奈洛比公車總站

| 年份 | 人口      | 增长    |
| ---- | --------- | ------- |
| 1906 | 11,500    | 0       |
| 1911 | 14,000    | 2,500   |
| 1921 | 24,300    | 10,300  |
| 1926 | 29,900    | 5,600   |
| 1929 | 32,900    | 3,000   |
| 1931 | 47,800    | 14,900  |
| 1939 | 61,300    | 3,500   |
| 1944 | 108,900   | 47,600  |
| 1948 | 119,000   | 20,100  |
| 1955 | 186,000   | 67,000  |
| 1957 | 221,700   | 35,700  |
| 1960 | 251,000   | 29,300  |
| 1962 | 266,800   | 17,800  |
| 1965 | 380,000   | 113,200 |
| 1969 | 509,300   | 129,300 |
| 1979 | 827,775   | 318,475 |
| 1989 | 1,324,570 | 496,795 |
| 1995 | 1,810,000 | 485,435 |
| 1999 | 2,143,254 | 333,254 |
| 2005 | 2,750,561 | 607,307 |
| 2009 | 3,138,369 | 387,808 |

## 公園和花園

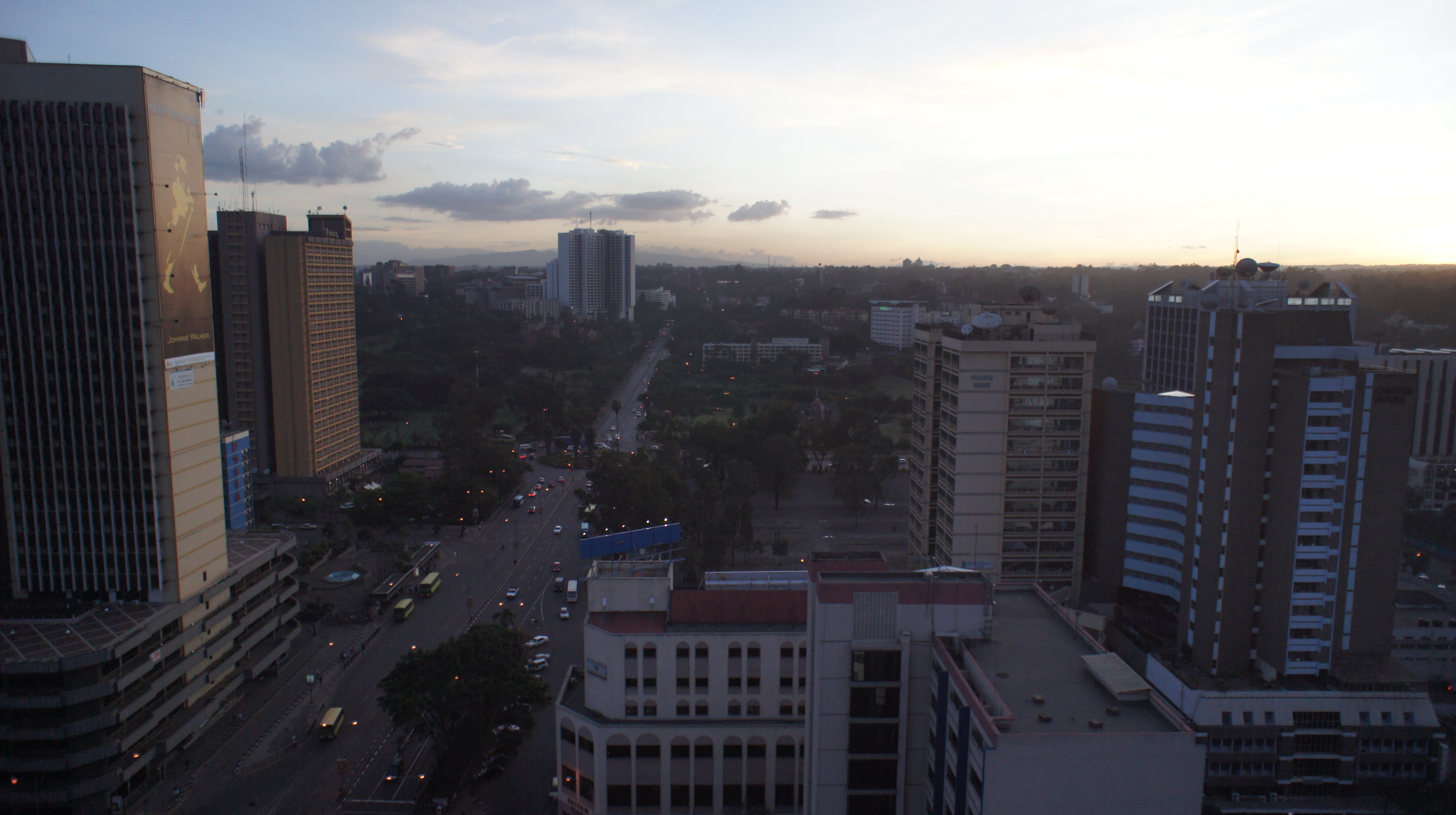
Kenyatta Avenue以及Uhuru公園，在Upper Hill和奈洛比中心商業區之間

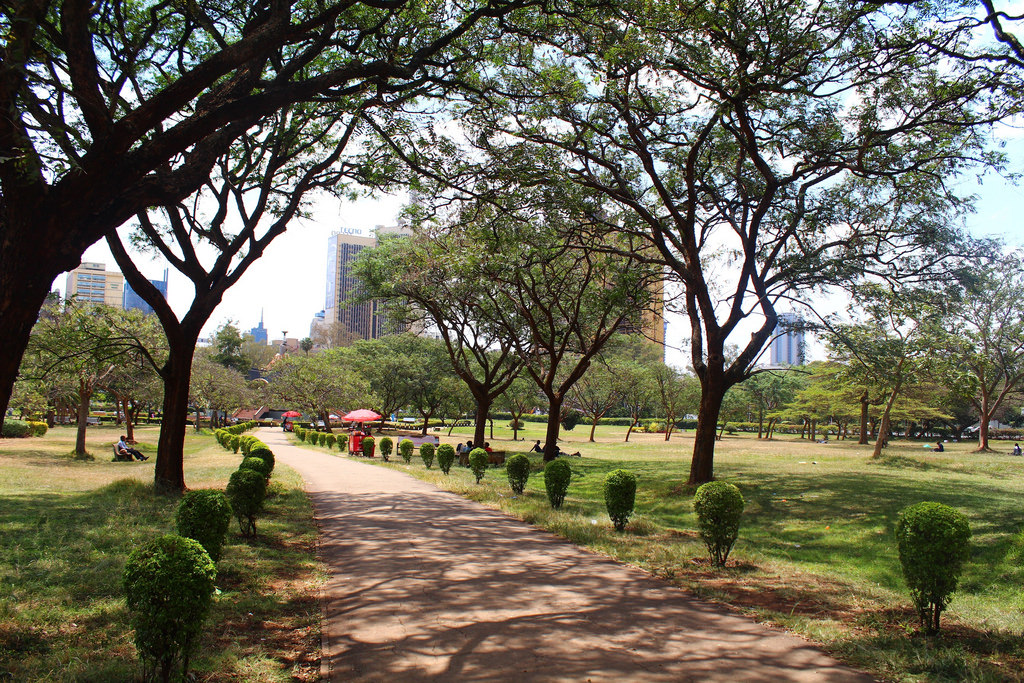
中央公園

奈洛比有許多的公園以及開放空間。市區內許多地方都有茂密的樹木覆蓋，也有許多的綠地。奈洛比最著名的公園是Uhuru公園。公園在1969年啟用，位置在中心商業區以及Upper Hill的旁邊。Uhuru是斯瓦希里语中的自由，Uhuru公園也是戶外演說，服務以及集會的場所，前總統丹尼尔·阿拉普·莫伊曾希望其政黨肯尼亚非洲民族联盟的62層樓總部可以設在公園內，後來在諾貝爾和平奬旺加里·马塔伊發起活動呼籲，才留下了這個公園。
中央公園在Uhuru公園旁邊，其中有紀念第一任總統乔莫·肯雅塔的紀念館，以及1988年完工，慶祝第二任總統丹尼爾·阿拉普·莫怡執政十年的Moi紀念碑，其他著名的開放空間包括Jeevanjee公園、城市公園、8月5日紀念公園以及Nairobi Arboretum。

## 交通
蒙巴薩-奈洛比鐵路以奈洛比為終點，是肯亞建國以來首條鐵路，2017年5月通車。
奈洛比現建有奈洛比國際機場。過去1930年代和1940年代，英國人來肯亞都是使用伊斯來爾機場（Eastleigh Airport），此機場曾是英國南安普敦到好望角的重要轉機點。而且在和基蘇木（肯亞西部港口）間曾開過飛行艇的交通路線。

## 友好城市
- 美国科羅拉多州丹佛[55]
- 美国北卡羅來納州羅里[56]
- 巴西里约热内卢
- 中华人民共和国雲南省昆明市[57]
- 中华人民共和国江西省萍乡市

## 图片

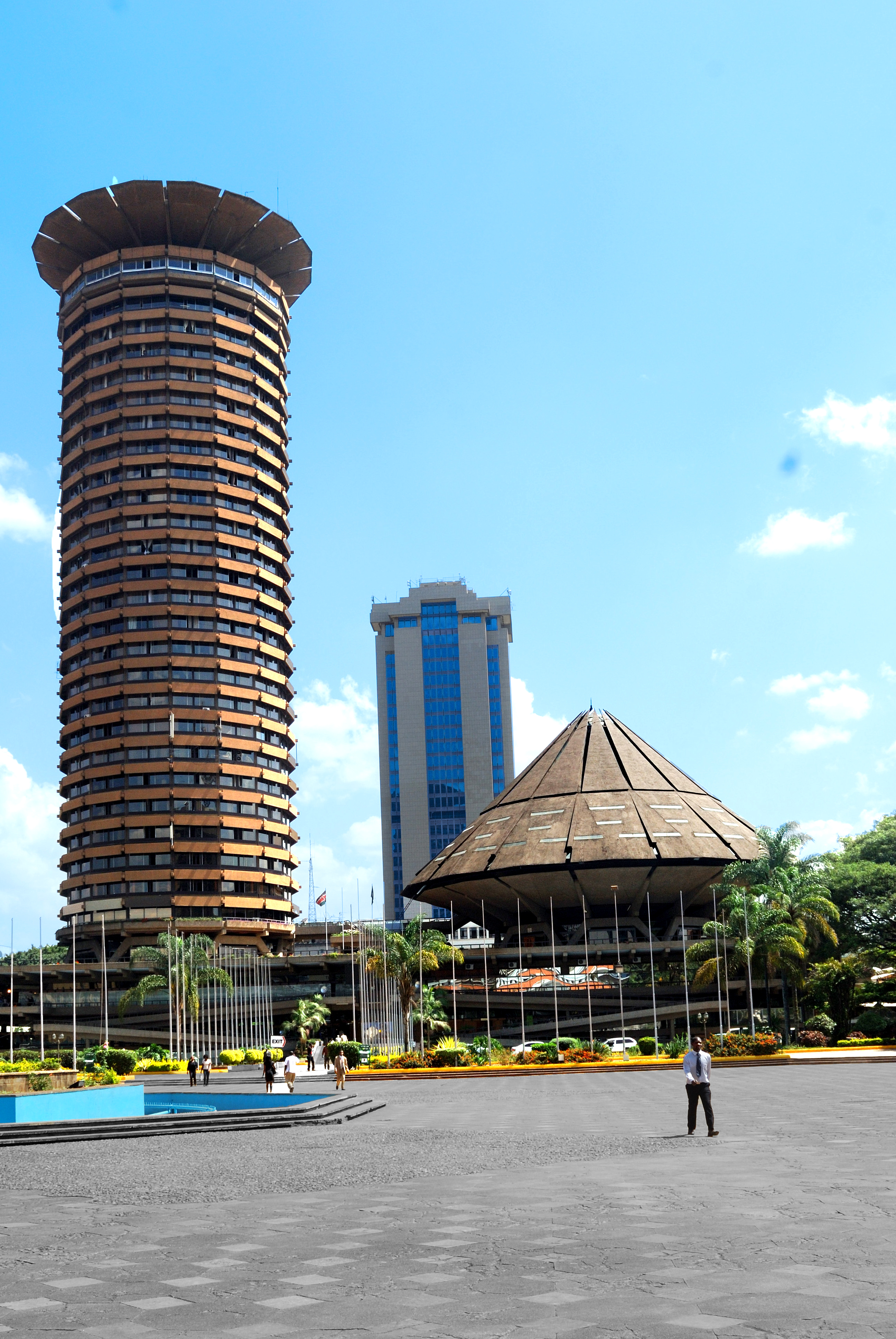
肯亞塔國際會議中心
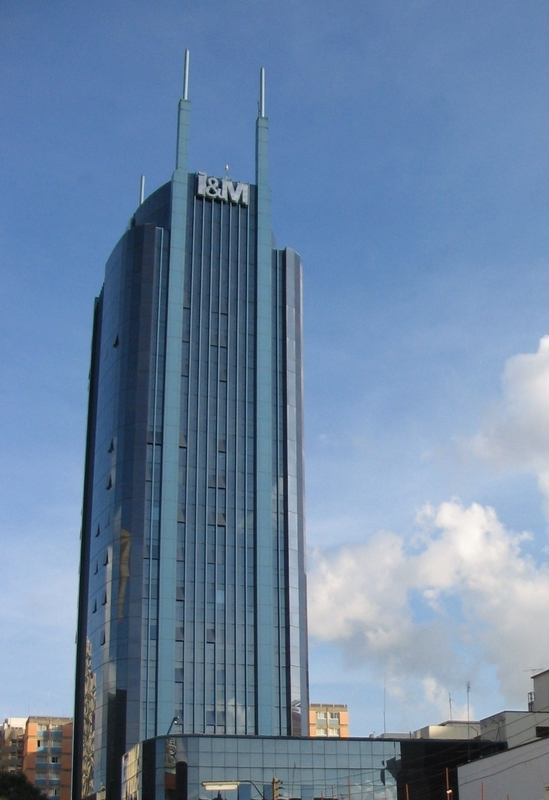
I&M 银行总部
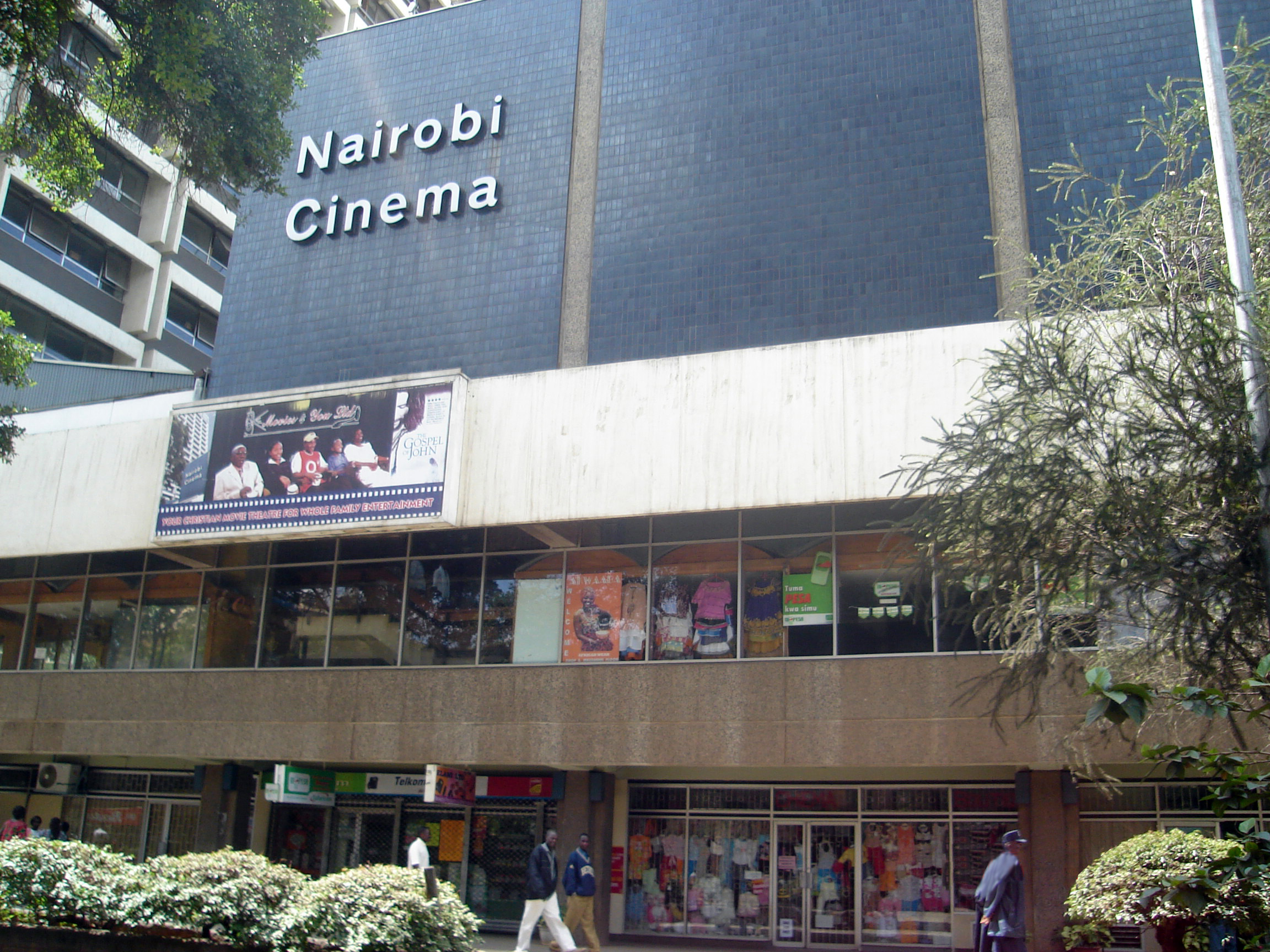
电影院
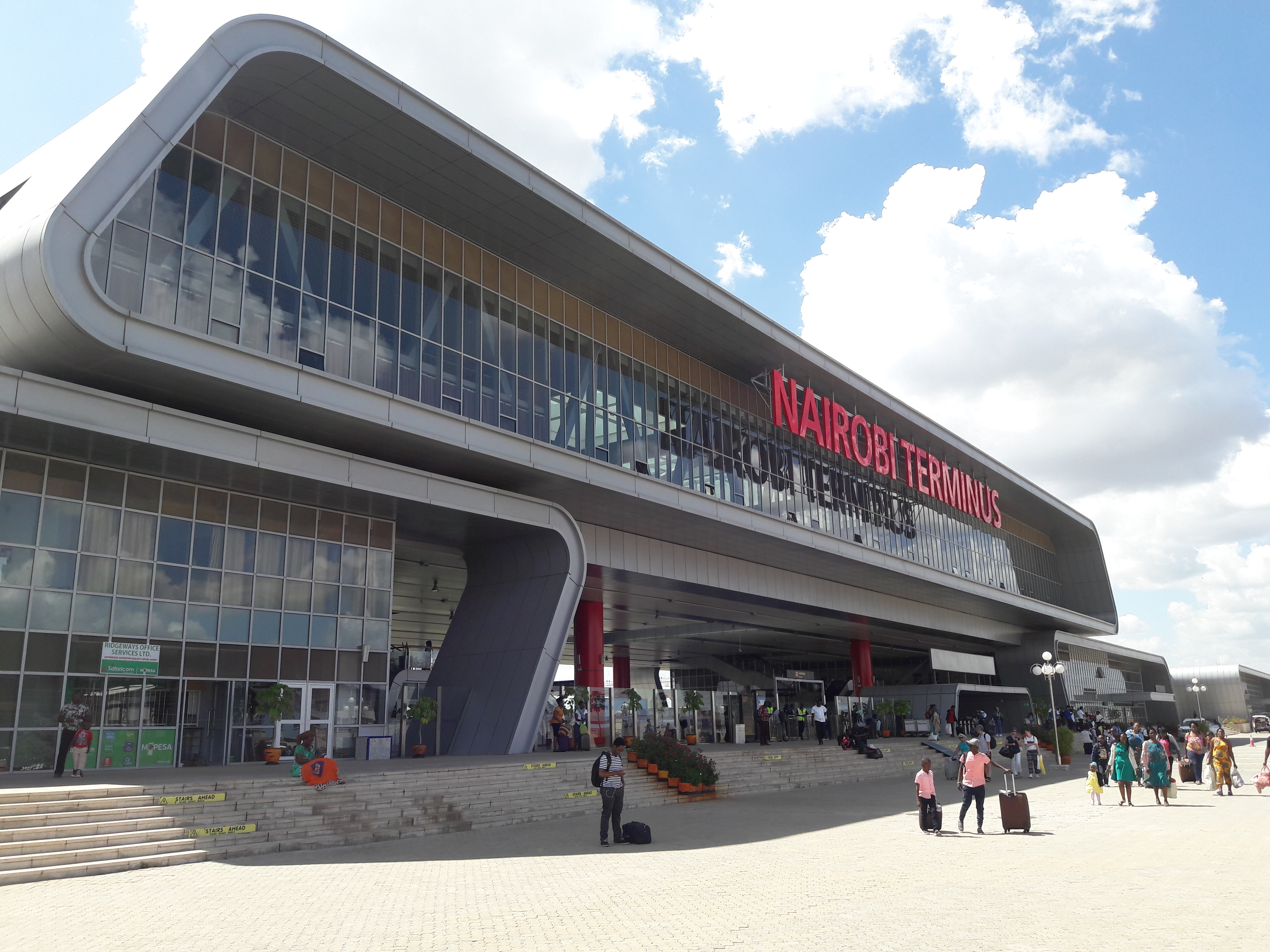
蒙内铁路内罗毕总站
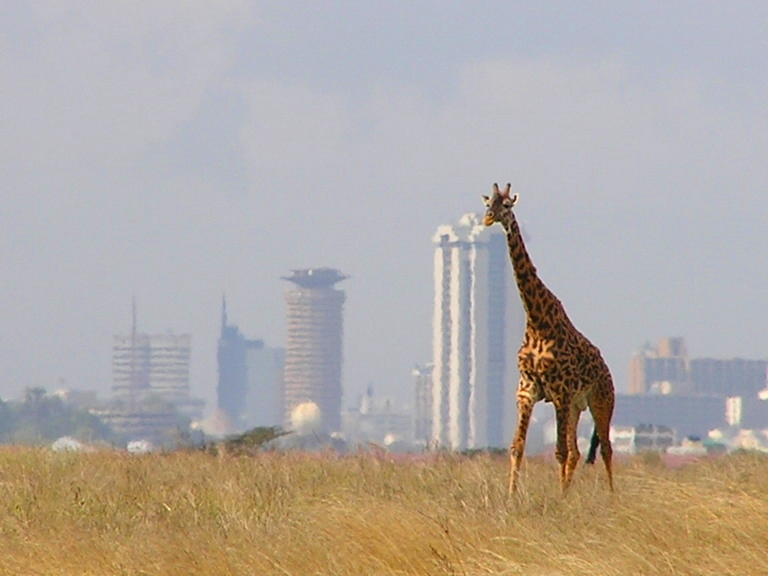
内罗毕国家公园里的一只长颈鹿